# Eugeen Zetternam
Eugeen Zetternam (Antwerpen, 4 april 1826 - aldaar, 10 oktober 1855), pseudoniem van Judocus Josephus Diricksens, was een Vlaams volksschrijver.

## Werken
- Bernhart De Laet (1846-1847)
- De tooverdoos (1846-1847)
- Mijnheer Luchtervelde (1848)
- Tantje Mortelmans (1848)
- Arnold de Droomer (1852)
- Volledige werken (1876)